# Julianalaan 24-26 (Soest)
Julianalaan 24-26 is een gemeentelijk monument in Soest in de provincie Utrecht. Het huis staat tussen de Julianalaan en de Korte Bergstraat.
De dubbele villa werd in 1905 gebouwd voor J. Kraayenbrink uit Baarn. Bij de bouw zag de villa er ongeveer uit als de huizen ernaast op de nummers 16 tot 22. In 1910 werd het huis met een verdieping verhoogd. In 1926 werd de achtergevel veranderd.
Het gebouw heeft een U-vormige plattegrond. In de topgevel van het witgepleisterde gebouw zijn decoraties aangebracht. De ingang bevindt zich in een inpandige portiek van de symmetrische voorgevel. Aan de linkerzijde van het gebouw is een serre aangebouwd. Ook aan de achtergevel is een aanbouw gemaakt.